# Adam Zábranský
Adam Zábranský (* 28. prosince 1993 Praha) je zastupitel hlavního města Prahy za Českou pirátskou stranu od roku 2014. Po volebním úspěchu v roce 2018 se stal radním pro bydlení a transparentnost. Od roku 2023 je pak radním pro majetek, legislativu a transparentnost. V letech 2017 až 2019 byl také předsedou zastupitelského klubu strany.

## Život
Studoval na Mensa gymnáziu a později na Gymnáziu Jana Keplera. V roce 2019 obhájil magisterský titul na Právnické fakultě Univerzity Karlovy; ve své diplomové práci navrhoval legislativní úpravy sdílené ekonomiky, například služeb Airbnb a Uber. Od roku 2008 je editor české Wikipedie, od roku 2013 vegan. Mezi jeho koníčky patří sport a sebevzdělávání. Od roku 2018 věnuje 15 % svých čistých příjmů charitativním organizacím.

### Politické působení
Členem České pirátské strany je od roku 2012, věnoval se také jejímu zahraničnímu odboru.
Do zastupitelstva hl. m. Prahy vstoupil ve volbách roku 2014 ze třetího místa pirátské kandidátky, čímž se stal ve věku 20 let jeho nejmladším členem. V opozici se soustředil také na zveřejňování informací o kontroverzních městských zakázkách v režii představitelů ČSSD a ANO 2011; podílel se například na rozkrytí kauzy, kvůli které odstoupila Radmila Kleslová z postu předsedkyně pražské ANO. Byl členem kontrolního výboru zastupitelstva a také výborů pro územní plánování, sport a volný čas, a legislativu a protikorupční opatření. Když byli roku 2017 jeho kolegové Jakub Michálek, Ondřej Profant a Mikuláš Ferjenčík zvoleni do Poslanecké sněmovny a složili své zastupitelské mandáty, Zábranský se stal předsedou zastupitelského klubu strany.

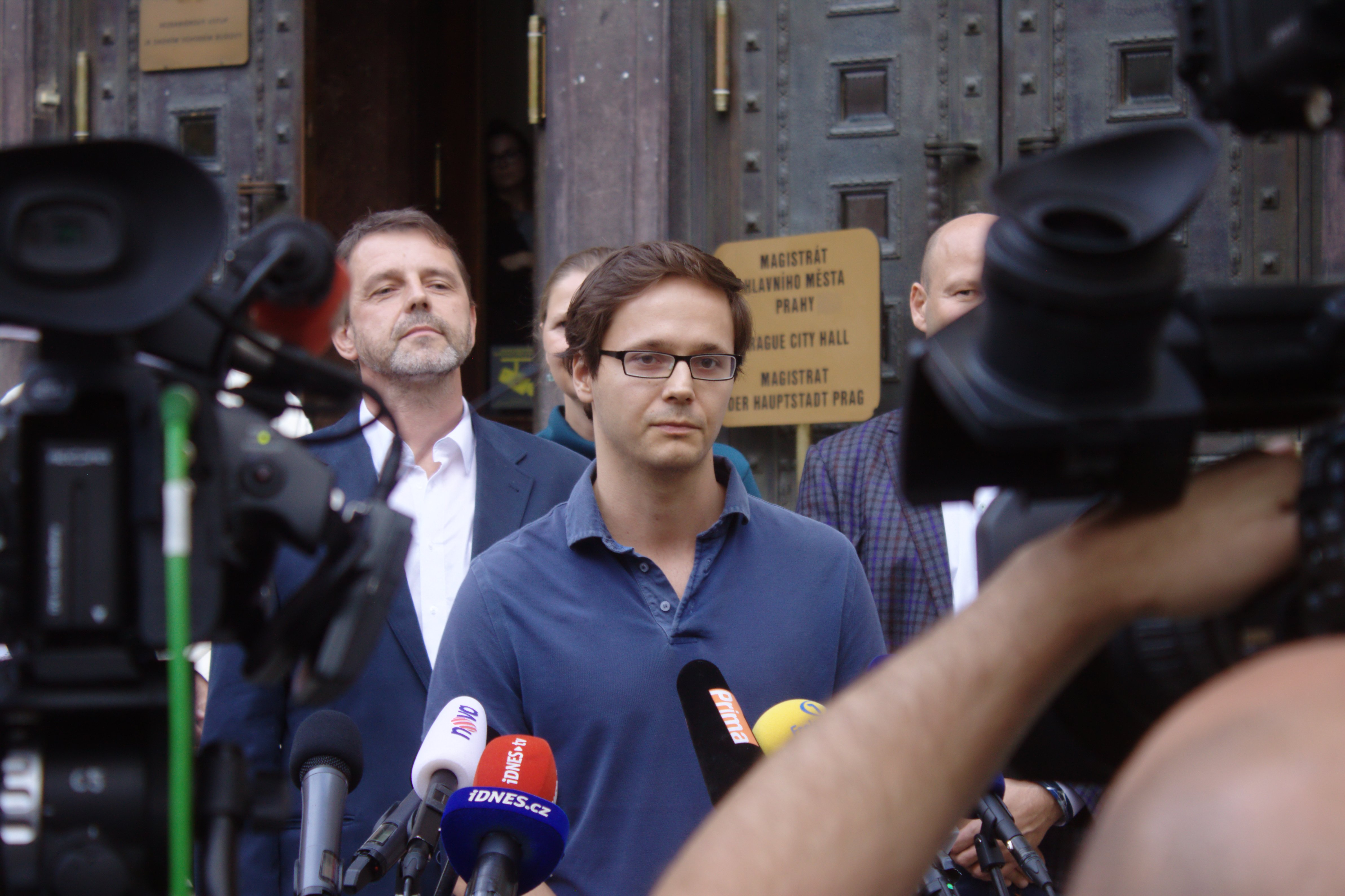
Zábranský na tiskové konferenci ke koaličním jednáním v říjnu 2018

Ve volbách v říjnu 2018 byl znovu zvolen z druhého místa kandidátky a po boku volebního lídra Zdeňka Hřiba se zúčastnil úspěšných koaličních jednání mezi Piráty, sdružením Praha sobě a koalicí Spojené síly pro Prahu. Na ustavujícím zasedání zastupitelstva dne 15. listopadu 2018 byl 39 hlasy nové koalice zvolen radním. Jeho prioritami jsou revize městského bytového fondu, transparentnější spravování městských firem, rozvoj otevřených dat a rozšíření "rozklikávacího" rozpočtu. V lednu 2019 ho nahradila ve funkci předsedy zastupitelského klubu Michaela Krausová. Zároveň odstoupil z funkce 1. místopředsedy krajského sdružení Pirátů v Praze, kterou zastával v roce 2018.
V komunálních volbách v roce 2022 obhájil za Piráty post zastupitele hlavního města Prahy. Dne 16. února 2023, téměř pět měsíců od komunálních voleb, byla zvolena nová Rada hlavního města Prahy. Adam Zábranský se v ní stal radním města zodpovědným za oblast majetku, transparentnosti a legislativy.
Ve sněmovních volbách v roce 2025 kandiduje na 6. místě kandidátní listiny Pirátů v Praze.